# Bandjo
Bandjo, in Denemarken ook bekend onder de naam Drengene, was een Deense muziekgroep.

## Biografie
Bandjo werd opgericht in 1987 en bestond uit Peter Stub (gitaar), Helge Engelbrecht (gitaar), Carsten Kolster (slagwerk), Anders Tind (basgitaar) en Brian Thomsen (keyboard). In datzelfde jaar nam de groep samen met Anne Cathrine Herdorf deel aan  Dansk Melodi Grand Prix, de Deense voorronde voor het Eurovisiesongfestival. Met het nummer En lille melodi en wonnen ze Dansk Melodi Grand Prix 1987. Hierdoor mochten ze hun vaderland vertegenwoordigen op het Eurovisiesongfestival 1987 in de Belgische hoofdstad Brussel. Daar eindigden Anne Cathrine Herdorf & Bandjo op de vijfde plaats.
Een jaar later werd de groep opgedoekt.
1957: Birthe Wilke & Gustav Winckler · 
1958: Raquel Rastenni · 
1959: Birthe Wilke · 
1960: Katy Bødtger · 
1961: Dario Campeotto · 
1962: Ellen Winther · 
1963: Grethe & Jørgen Ingmann · 
1964: Bjørn Tidmand · 
1965: Birgit Brüel · 
1966: Ulla Pia · 
1978: Mabel · 
1979: Tommy Seebach · 
1980: Bamses Venner · 
1981: Tommy Seebach & Debbie Cameron · 
1982: Brixx · 
1983: Gry Johansen · 
1984: Hot Eyes · 
1985: Hot Eyes · 
1986: Trax · 
1987: Anne Cathrine Herdorf & Bandjo · 
1988: Hot Eyes · 
1989: Birthe Kjær · 
1990: Lonnie Devantier · 
1991: Anders Frandsen · 
1992: Lotte Nilsson & Kenny Lübcke · 
1993: Tommy Seebach Band · 
1995: Aud Wilken · 
1997: Kølig Kaj · 
1999: Michael Teschl & Trine Jepsen · 
2000: Olsen Brothers · 
2001: Rollo & King · 
2002: Malene · 
2004: Tomas Thordarson · 
2005: Jakob Sveistrup · 
2006: Sidsel Ben Semmane · 
2007: DQ · 
2008: Simon Mathew · 
2009: Niels Brinck · 
2010: Chanée & N'evergreen · 
2011: A Friend in London · 
2012: Soluna Samay · 
2013: Emmelie de Forest · 
2014: Basim · 
2015: Anti Social Media · 
2016: Lighthouse X · 
2017: Anja Nissen · 
2018: Rasmussen · 
2019: Leonora · 
2021: Fyr & Flamme · 
2022: REDDI · 
2023: Reiley · 
2024: Saba · 
2025: Sissal